# مكتب المساواة بين الجنسين (اليابان)
أُنشئ مكتب المساواة بين الجنسين (男女共同参画局 Danjo Kyōdō Sankakukyoku) في عام 2001 كقسم من مكتب مجلس الوزراء الياباني المُكلَف بتخطيط وتنسيق سياسات الحكومة اليابانية المتعلقة بالمساواة بين الجنسين. حيث يجري مكتب المساواة بين الجنسين بحثًا حول مواضيع تتعلق بقضايا النوع الاجتماعي وجمع النتائج في تقرير سنوي يسمى «الكتاب الأبيض».

## تاريخ
في عام 1994، تم إنشاء مقرًا  لتعزيز المساواة بين الجنسين داخل مجلس وزراء اليابان. مع تنفيذ القانون الأساسي لعام 1999 من أجل مجتمعٍ مساوٍ بين الجنسين،، كما تم إنشاء مكتب ومجلس المساواة بين الجنسين من قبل مجلس الوزراء الياباني. خلال الإصلاحات الحكومية التي تم تنفيذها في 6 يناير 2001، وتم إنشاء مكتب المساواة بين الجنسين في إطار المجلس الاستشاري الذي وضِع حديثًا.
بالاقتران مع مجلس المساواة بين الجنسين، يتولى المكتب مهمة وضع وتنسيق الخطط المتعلقة بقضايا المساواة بين الجنسين بالإضافة إلى تنفيذ الخطط التي تقع خارج نطاق اختصاص أي وزارة أخرى. عند تأسيسه لأول مرة، كان مكتب المساواة بين الجنسين يتألف من 50 شخصًا، لا يوجد تمييز نوعي بينهم.

## أسباب إنشاء المكتب
تشكل المكتل جزئيًا نتيجة للضغط الخارجي للنسويات اليابانيات، وقد أثنت الأمم المتحدة على إنشاء مكتب المساواة بين الجنسين، حيث أشارت إلى الحاجة إلى تغييرات اجتماعية نظامية في اليابان. في حين أن دستور 1947 كفل للمرأة اليابانية الحق في المساواة، أعرب كثيرون عن فجوة كبيرة بين المثل العليا للقانون والواقع. في عام 1979، وافق 70 ٪ من المواطنين اليابانيين الذين شملهم الاستطلاع على عبارة «يجب أن يكون الزوج هو المعيل وأن تظل الزوجة في المنزل».
خلال الثمانينات - العقد الذي صدقت فيه اليابان على اتفاقية الأمم المتحدة للقضاء على التمييز ضد المرأة عام 1985  ومقترح خطة العمل اليابانية الوطنية الأولى لمكافحة عدم المساواة بين الجنسين عام 1987 - وجد استطلاع للرأي العام أن 71٪ من النساء اليابانيات يفضلن الفصل بين أدوار الرجال والنساء. شكلت النساء 1.7 ٪ من الإدارة الحكومية في عام 1997، و 0.2 ٪ من إدارة الشركات في عام 1998. ولمواجهة الضغوط الدولية المتزايدة من هيئات مثل الأمم المتحدة، بذلت اليابان في التسعينيات جهوداً متنوعة تكللت بإنشاء مكتب المساواة بين الجنسين في عام 2001.

## وصلات خارجية
- الموقع الرسمي